# Brides to Be (film, 2016)
Pour les articles homonymes, voir Brides to Be.
Pour plus de détails, voir Fiche technique et Distribution.
Brides to Be est un film américain écrit et réalisé par Kris et Lindy Boustedt, sorti en 2016.

## Synopsis
Deux femmes, Robin et Jenna, se marient.

## Fiche technique
- Titre original : Brides to Be
- Réalisation : Kris Boustedt, Lindy Boustedt
- Scénario : Kris Boustedt, Lindy Boustedt
- Direction artistique :
- Décors :
- Costumes :
- Photographie :
- Montage : Amy Enser
- Musique : Eric Goetz, Jon Goff
- Production : Kris Boustedt, Lindy Boustedt, Marisa Brown
- Sociétés de production : First Sight Productions, Octopod Films
- Sociétés de distribution :
- Pays d’origine :  États-Unis
- Langue originale : anglais américain
- Lieux de tournage :
- Format : Couleurs
- Genre : Romance saphique, horreur
- Durée : 82 minutes (1 h 22)
- Dates de sortie :
  -  États-Unis : 1er juillet 2016

## Distribution
- Carollani Sandberg : Jenna
- Angela DiMarco : Robin
- Jesse Lee Keeter : Nate
- Linas Phillips : Bob